# Sauroglossum nitidum
Sauroglossum nitidum är en orkidéart som först beskrevs av Vell., och fick sitt nu gällande namn av Rudolf Schlechter. Sauroglossum nitidum ingår i släktet Sauroglossum och familjen orkidéer. Inga underarter finns listade i Catalogue of Life.

## Bildgalleri

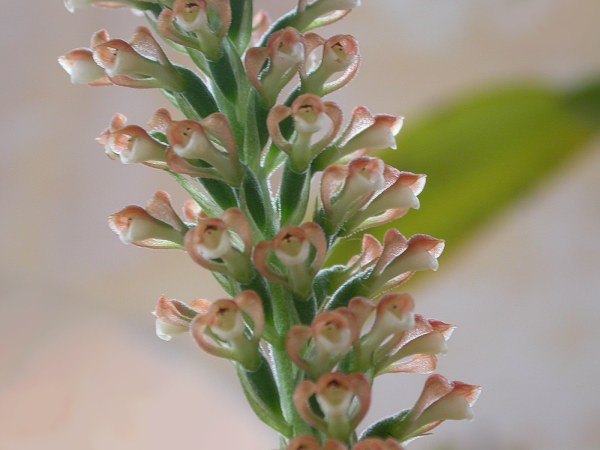